# Mike Mills
|  | Per a altres significats, vegeu «Mike Mills (desambiguació)». |

Michael Edward Mills (nascut el 17 de desembre de 1958) és un multiinstrumentista, cantant i compositor americà que fou membre fundador del grup de rock alternatiu R.E.M. Encara que se'l coneix principalment per tocar el baix, fer segones veus i tocar el piano, el seu repertori musical també inclou els teclats, la guitarra i instruments de percussió. Ha contribuït a la majoria de les composicions musicals del grup.

## Primers anys
Michael Edward Mills va néixer al Comtat d'Orange a l'estat de Califòrnia i es va traslladar a Macon a Geòrgia quan tenia deu anys. Mills va conèixer Bill Berry, que acabaria sent company de grup a R.E.M., a Macon. Mills i Berry vam començar a actuar en grups junts, com Shadowfax (després anomenat The Back Door Band).
Mills va anar a la Universitat de Geòrgia a Athens, Geòrgia, on es va formar R.E.M.

## Carrera
Mills és considerat el compositor principal de moltes de les cançons de R.E.M., com «Nightswimming», «Find the River», «At My Most Beautiful», «Why Not Smile», «Let Me In», «Wendell Gee», «(Don't Go Back To) Rockville», «Beat a Drum», «Be Mine» i «What's the Frequency, Kenneth?».
Mills també és responsable de la prominència de les segones veus i les harmonies que es troben al catàleg del grup; es pot dir que les seves contribucions vocals es reconeixen més a Lifes Rich Pageant de 1986 i Accelerate de 2008. A més de fer segones veus, també ha fet de solista a les cançons «Texarkana», «Near Wild Heaven», la versió de la cançó de The Clique «Superman» i la versió de The Troggs «Love is All Around».

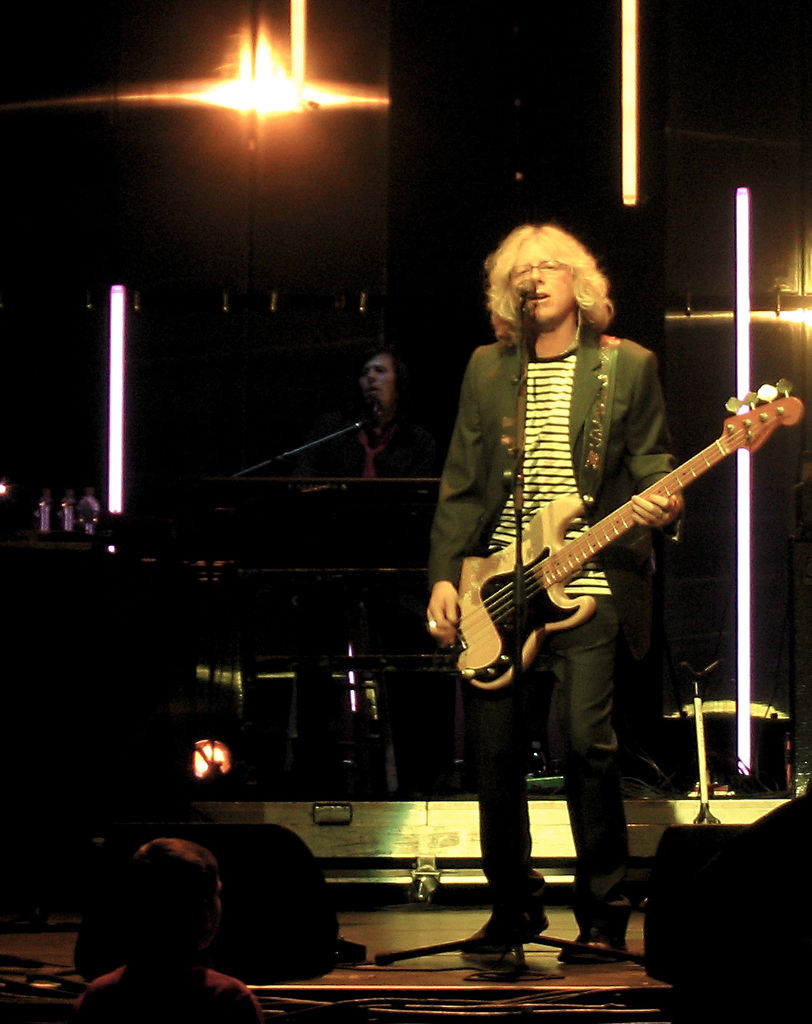
Mills en una actuació el 2004

Mills ha dit que no hi ha cap possibilitat que R.E.M. torni. Mills ho va descriure com a «31 anys meravellosos i l'oportunitat d'acabar-ho en les nostres pròpies condicions». El grup havia parlat de deixar-ho córrer des de 2008.
Mills continua component música i actuant amb amics en diferents projectes. El 2012, Mills va tocar el piano en un senzill per al Record Store Day publicat per Patterson Hood dels Drive-By Truckers, protestant per un magatzem Walmart que estava en construcció a Athens.
Mills és membre, juntament amb Steve Wynn, Scott McCaughey, Peter Buck, i Linda Pitmon, de The Baseball Project.
Mills també actua al grup del cantautor Joseph Arthur. El 3 d'abril de 2014, mentre actuava amb el convidat Joseph Arthur, Mills va donar la notícia que David Letterman es retiraria el 2015. Mills va fer un selfie del grup i el va penjar a Instagram i va donar una petita entrevista sobre l'» exclusiva».
Des de 2010, Mills ha tocat amb músics diversos per una sèrie de concerts que giren al voltant de l'àlbum seminal de Big Star, Third/Sister Lovers. Aquests concerts, coneguts com a Big Star's Third, s'han fet a Londres, Sydney, Chicago, Seattle, Los Angeles, i Nova York.
Ha estat admirador de Big Star de fa molt temps, i va escriure els comentaris de la reedició de 2014 dels dos primers discos del grup, #1 Record de 1972 i Radio City de 1974.
El 2016, va fer una gira per promocionar el Concerto for Violin, Rock Band, and String Orchestra amb el seu amic de la infància Robert McDuffie.

## Discografia sense R.E.M.

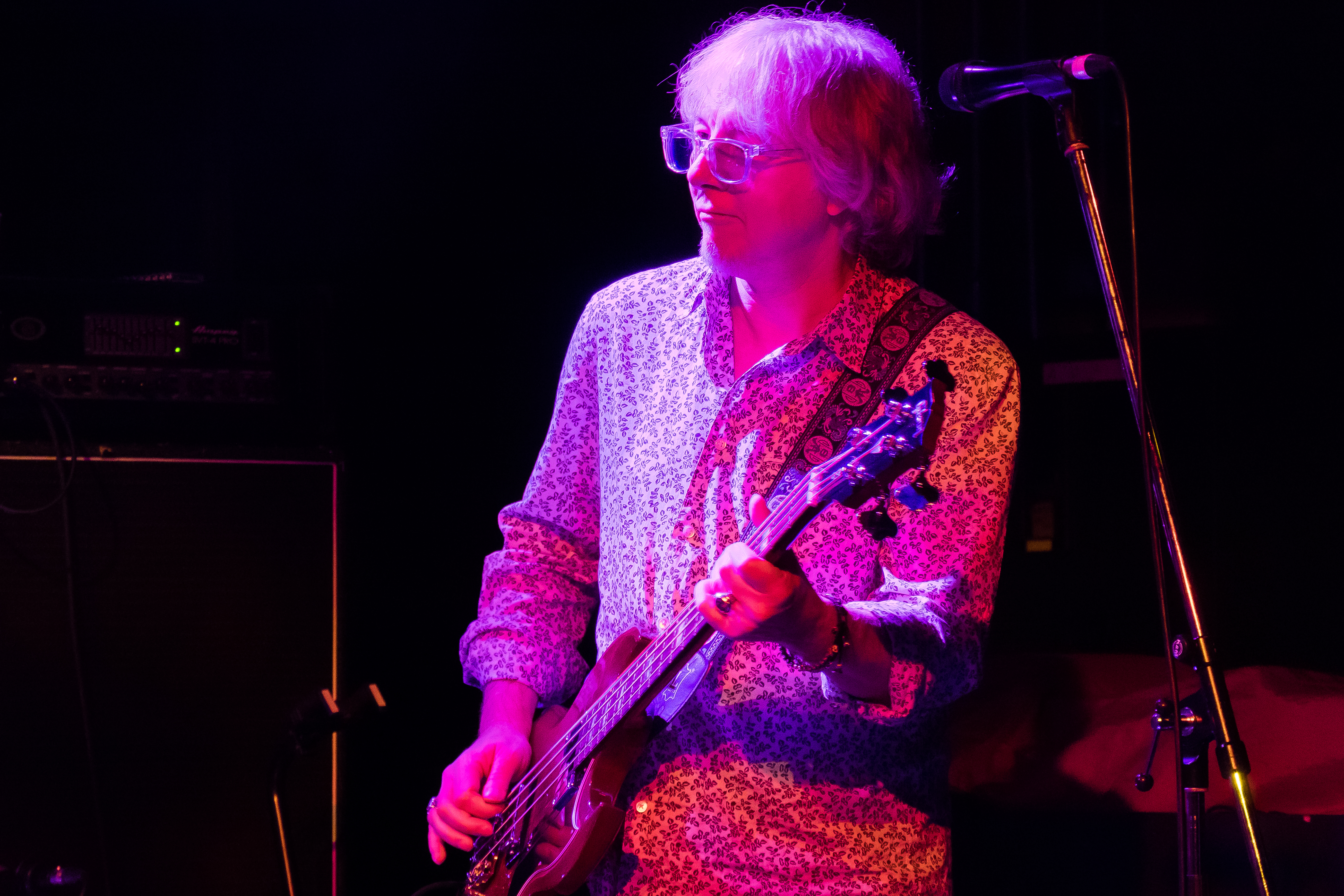
Mills, 2017

- 1984 – Hindu Love Gods – «Gonna Have a Good Time Tonight»/» Narrator».
- 1985 – Full Time Men– Full Time Men, orgue a «One More Time»
- 1987 – Warren Zevon – Sentimental Hygiene a «Sentimental Hygiene», «Boom Boom Mancini», «The Factory», «Trouble Waiting to Happen», «Detox Mansion», «Bad Karma», «Even a Dog Can Shake Hands», i «The Heartache»
- 1987 – Waxing Poetics– Hermitage, producció
- 1988 – Billy James – Sixes and Sevens, producció
- 1988 – The Cynics – «What's It Gonna Be»/«Roadrunner» (live)
- 1989 – Kevn Kinney – MacDougal Blues
- 1989 – Indigo Girls – Indigo Girls, baix a «Tried to Be True»
- 1989 – Vibrating Egg – Come On in Here If You Want To, composició i actuació
- 1990 – Mike Mills va compondre la música per al curt de Howard Libov Men Will Be Boys
- 1990 – Hindu Love Gods – Hindu Love Gods
- 1990 – Hindu Love Gods – «Raspberry Beret»
- 1991 – Nikki Sudden – The Jewel Thief
- 1991 – Nikki Sudden – «I Belong to You»
- 1991 – The Troggs – Athens, Andover
- 1991 – Robbie Robertson – Storyville, canta a «Shake This Town»
- 1992 – Jane Pratt Show sintonia
- 1993 – Automatic Baby – «One»
- 1993 – The Smashing Pumpkins – Siamese Dream, piano a «Soma»
- 1993 – Three Walls Down – Building Our House, producció
- 1993 – Three Walls Down – «Steps»/» Wooden Nails»/» Faith in These Times» (live)
- 1994 – Backbeat banda sonora
- 1994 – Victoria Williams – Loose, veu a «You R Loved»
- 2000 – Christy McWilson – The Lucky One
- 2006 – Artistes diversos – Big Star Small World, baix a «The Ballad of El Goodo», amb Matthew Sweet
- 2006 – Mike Mills i Sally Ellyson – «Jesus Christ», cançó de Big Star versionada per un senzill a benefici de la Red Apple Foundation
- 2007 – Mudville – Iris Nova, piano a «Eternity»
- 2008 – Modern Skirts – All of Us in Our Night, producció a «Motorcade»
- 2008 – The Baseball Project – Volume 1: Frozen Ropes and Dying Quails
- 2009 – Favorite Son banda sonora – «Gift of the Fathers»
- 2009 – Jill Hennessy – Ghost in My Head, segones veus a «Erin»
- 2009 – The Baseball Project – Homerun EP
- 2010 – Artistes diversos – The Voice Project, versió de «Sing Their Souls Back Home» de Billy Bragg
- 2011 – The Baseball Project – Volume 2: High and Inside
- 2011 – The Baseball Project – The Broadside Ballads
- 2012 – Jason Ringenberg – Nature Jams – veu en una cançó[18]
- 2012 – Patterson Hood & The Downtown 13 – «After It's Gone»/«Unspoken Pretties»  – performance on A-side, single released for Record Store Day[19][9]
- 2014 – The Baseball Project – 3rd

## Vida privada
Enfadat pel que caracteritzava com a «periodisme dropo» al voltant dels comentaris sobre Michael Stipe (i si era gai o no), Mills i el guitarra Peter Buck «van anunciar via YouTube que finalment també sortien de l'armari […] com a heteros».
A Mills li agrada molt jugar als esports de fantasia, amb interès especial en equips de l'NFL, l'NBA, i la PGA, entre d'altres. També segueix l'equip de futbol de la universitat on va assistir a Athens, els Georgia Bulldogs.